# Coridorul Marea Nordului-Marea Baltică
Coridorul Marea Nordului-Marea Baltică este a doua dintre cele nouă axe prioritare ale rețelei transeuropene de transport (TEN-T).

## Istorie
Coridorul inițial al rețelei centrale urma să se numească Varșovia-Midlands (ruta Varșovia - Poznań - Frankfurt (Oder) - Berlin - Hanovra - Osnabrück - Enschede - Utrecht - Amsterdam/Rotterdam - Felixstowe - Birmingham/Manchester - Liverpool), dar, ca urmare a ieșirii Marii Britanii din Uniunea Europeană în urma Brexitului, axa nu va mai ajunge în Insulele Britanice, de aceea a fost extinsă și reproiectată conform traseului actual de la Helsinki către Benelux.

## Descriere
Coridorul Marea Nordului-Marea Baltică își dezvoltă rețeaua de la Marea Nordului la Marea Baltică pe următoarele douăsprezece axe și prin următoarele orașe europene.
- Helsinki – Tallinn – Riga
- Ventspils – Riga
- Riga – Kaunas
- Klaipėda – Kaunas – Vilnius
- Kaunas – Varșovia
- Varșovia – Poznań – Frankfurt (Oder) – Berlin – Hamburg
- Berlin – Magdeburg – Braunschweig – Hanovra
- Hanovra – Bremen – Bremerhaven/Wilhelmshaven
- Hanovra – Osnabrück – Hengelo – Almelo – Deventer – Utrecht
- Utrecht – Amsterdam
- Utrecht – Rotterdam – Anvers
- Hannover – Köln – Anvers